# Gloria Bonder
Gloria Bonder (Buenos Aires, ca. 1950) es una psicóloga, investigadora y activista de género argentina. Fundó en 1979 el Centro de Estudios de la Mujer (CEM) y el Postgrado de Especialización y Estudios de la Mujer en la Facultad de Psicología de la Universidad de Buenos Aires. Directora del Área de Género, Sociedad y Políticas de la FLACSO. Nombrada coordinadora del Grupo de Trabajo Internacional Mujeres y TIC en el ámbito de las Naciones Unidas y directora de la Cátedra Regional UNESCO "Mujeres, Ciencia y Tecnología". Integra el Consejo Asesor de Alianza Global para las Tecnologías de la Información y Comunicación y el Desarrollo de Naciones Unidas (UN GAID).

## Biografía
Gloria Bonder realizó sus estudios universitarios en la Universidad de Buenos Aires donde se recibió de psicóloga en la década de 1970, obteniendo luego un grado en Género y Educación en la Universidad de Cambridge.
En 1979, durante la última dictadura que gobernó su país y en condiciones muy precarias de seguridad, fundó el Centro de Estudios de la Mujer (CEM), entidad que jugó un papel muy importante en la reorganización del movimiento feminista en Argentina.
Ya restablecida la democracia fundó el Postgrado Interdisciplinario de Especialización y Estudios de la Mujer en la Facultad de Psicología de la Universidad de Buenos Aires, dirigiéndolo hasta 1999.
Entre 1991 y 1995 fue coordinadora del Programa Nacional de Igualdad de Oportunidades para la Mujer del Ministerio de Educación. En 1999 fue la coordinadora del Foro Regional UNESCO Mujeres, Ciencia y Tecnología en América Latina, preparatoria de la Conferencia Mundial de la Ciencia, realizada en Budapest ese mismo año.
En 2001 fue designada para dirigir el Área Género, Sociedad y Políticas de la Facultad Latinoamericana de Ciencias Sociales (FLACSO-Argentina), desde donde coordina la Maestría Virtual en Género, Sociedad y Políticas y el Diploma Superior en Género y Políticas Públicas y la Cátedra Regional UNESCO Mujer, Ciencia y Tecnología en América Latina.
Gloria Bonder reconoce que "hay avances notables en los derechos de las mujeres" y que ha ido "ganando consenso la aceptación de la igualdad de derechos entre varones y mujeres". Pese a ello, señala la "brechas importantes entre la igualdad formal y la real. No se ha modificado sustancialmente la división de trabajo en el hogar; las mujeres asumen casi todo el cuidado sin un reconocimiento por ello. La violencia por motivos de género ha entrado en el discurso público pero no se ha progresado lo suficiente en cuanto a medidas de prevención y protección. Falta mucho por hacer con respecto a la participación de las mujeres en la ciencia y la innovación tecnológica. También la autonomía de las mujeres en su elección sexual y reproductiva sigue siendo muy controvertida. Lo más difícil, desde mi experiencia, son las culturas institucionales y las subjetividades que se ven amenazadas por cambios que tocan fibras muy profundas, inconscientes que pueden generar temores y resistencias". Bonder cuestiona también la actitud del "sector privado, al menos en los países latinoamericanos, (que) no se hace presente ni ayuda visiblemente a transformar las desigualdades de género."

## Obras
- Los estudios de la Mujer y la crítica epistemológica a los paradigmas de las ciencias humanas, Buenos Aires, CEM, 1982.

- Género y subjetividad: avatares de una relación no evidente, Programa Interdisciplinario de Estudios de Género (PIEG), Universidad de Chile, 1998.